# ザ・レディオ・デプト
ザ・レディオ・デプト（The Radio Dept.）は、スウェーデン、ルンドのインディーズ・バンド。1995年にクラスメイトであったエリン・アルメレッドとヨハン・ドゥンカンソンがバンドを始めるが、すぐに活動を中断。しかし3年後の1998年に、新しいメンバーを交えて活動を再開する。幾度のメンバー入れ替えを経て、現在に至る。
2001年にラブラドール・レコードと契約を交わし、アルバムを発売するなど音楽活動が本格的になるものの、認知度はヨーロッパはおろか、本国スウェーデンでも高くはなかった。しかしインターネットなどを介し、徐々にファン層は拡大。そして2006年公開のソフィア・コッポラ監督による映画『マリー・アントワネット』のサウンドトラックに使用されることで、世界中からさらに多くのリスナーを得ることになる。
エコーのかかった声、ノイズ、電子音楽、シンセサイザーを取り入れた音が特徴。マイ・ブラッディ・ヴァレンタインやジーザス&メリーチェインを代表とするシューゲイザー音楽に分類される傾向がある。

## ディスコグラフィ

### スタジオ・アルバム
- Lesser Matters (2003年)
- 『ペット・グリーフ』 - Pet Grief (2006年)
- 『クリンギング・トゥ・ア・スキーム』 - Clinging to a Scheme (2010年)
- 『ランニング・アウト・オブ・ラヴ』 - Running Out of Love (2016年)
- I Don't Need Love, I've Got My Band (2019年)

#### コンピレーション・アルバム
- 『パッシヴ・アグレッシヴ:シングルス 2002-2010』 - Passive Aggressive: Singles 2002–2010 (2011年)
- I Don't Need Love, I've Got My Band (2019年)

### EP
- Against The Tide (2000/2002年)
- Bus (2002年)
- Annie Laurie (2002年)
- Pulling Our Weight (2003年)
- This Past Week (2005年)
- The Radio Dept. / Resplandor (2006年) ※Resplandorとのスプリット盤
- Freddie and the Trojan Horse (2008年)
- David (2009年)
- Never Follow Suit (2010年)
- Occupied (2015年)
- Teach Me To Forget (2017年)

### シングル
- "Liebling" (2002年)
- "Where Damage Isn't Already Done" (2003年)
- "Why Won't You Talk About It?" (2004年)
- "Ewan" (2004年)
- "The Worst Taste in Music" (2006年)
- "We Made The Team" (2006年)
- "Freddie and the Trojan Horse" (2008年)
- "David" (2009年)
- "Heaven's on Fire" (2010年)
- "Never Follow Suit" (2010年)
- "The New Improved Hypocrisy" (2010年)
- "Death To Fascism" (2014年)
- "Occupied" (2015年)
- "This Repeated Sodomy" (2015年)
- "Swedish Guns" (2016年)
- "We Got Game" (2016年)
- "Teach Me To Forget" (2017年)
- "Your True Name" (2018年)
- "Going Down Swinging" (2018年)
- "The Absence of Birds" (2020年)
- "You Fear the Wrong Thing Baby" (2020年)